# NGC 2676
NGC 2676 (również PGC 24881 lub UGC 4627) – galaktyka soczewkowata (S0), znajdująca się w gwiazdozbiorze Wielkiej Niedźwiedzicy. Odkrył ją Lewis A. Swift 24 listopada 1886 roku. Jest to galaktyka z aktywnym jądrem.